# Nilkheimer Park

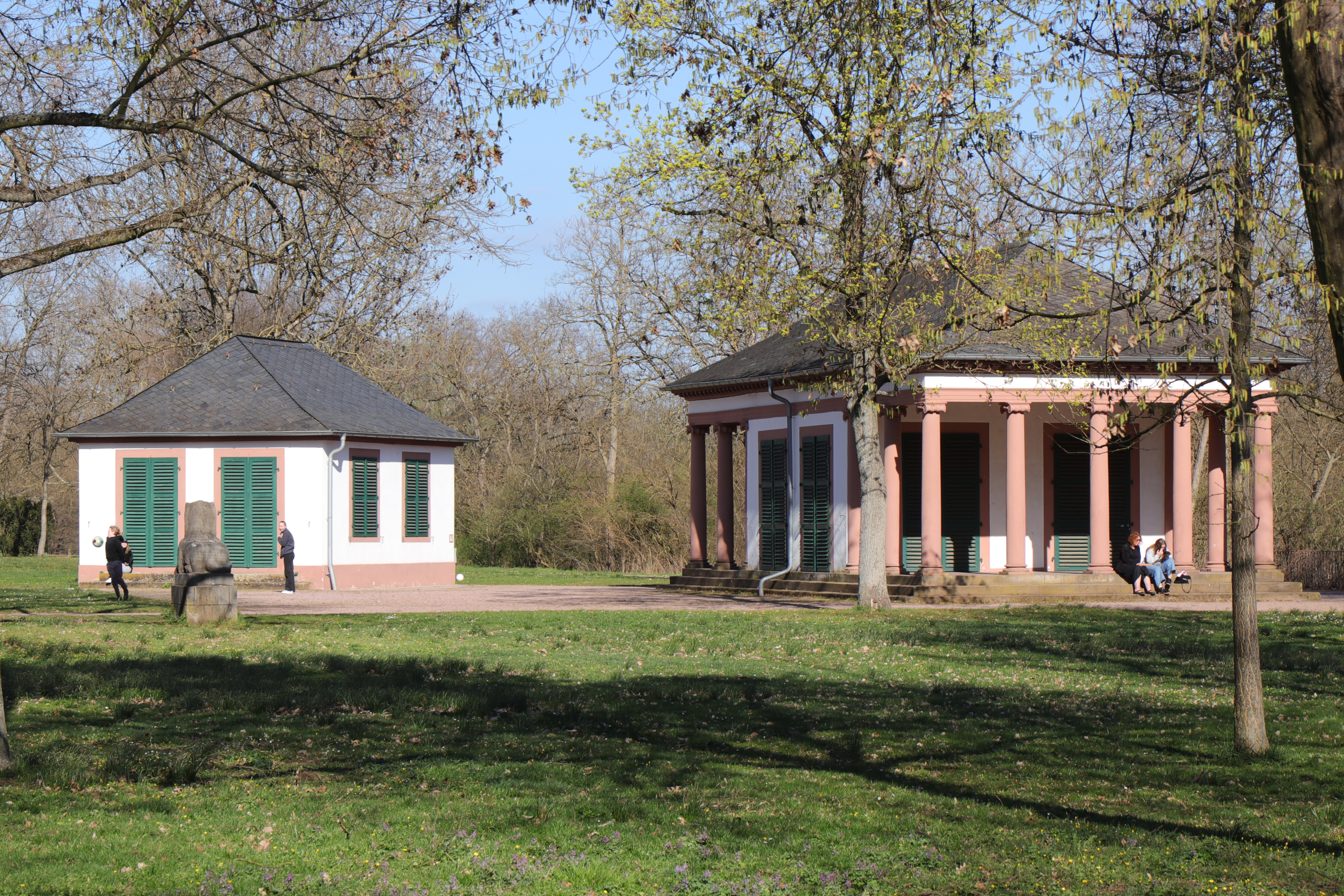
Speisesaal (links) und Spiegelsaal (rechts) im Nilkheimer Park

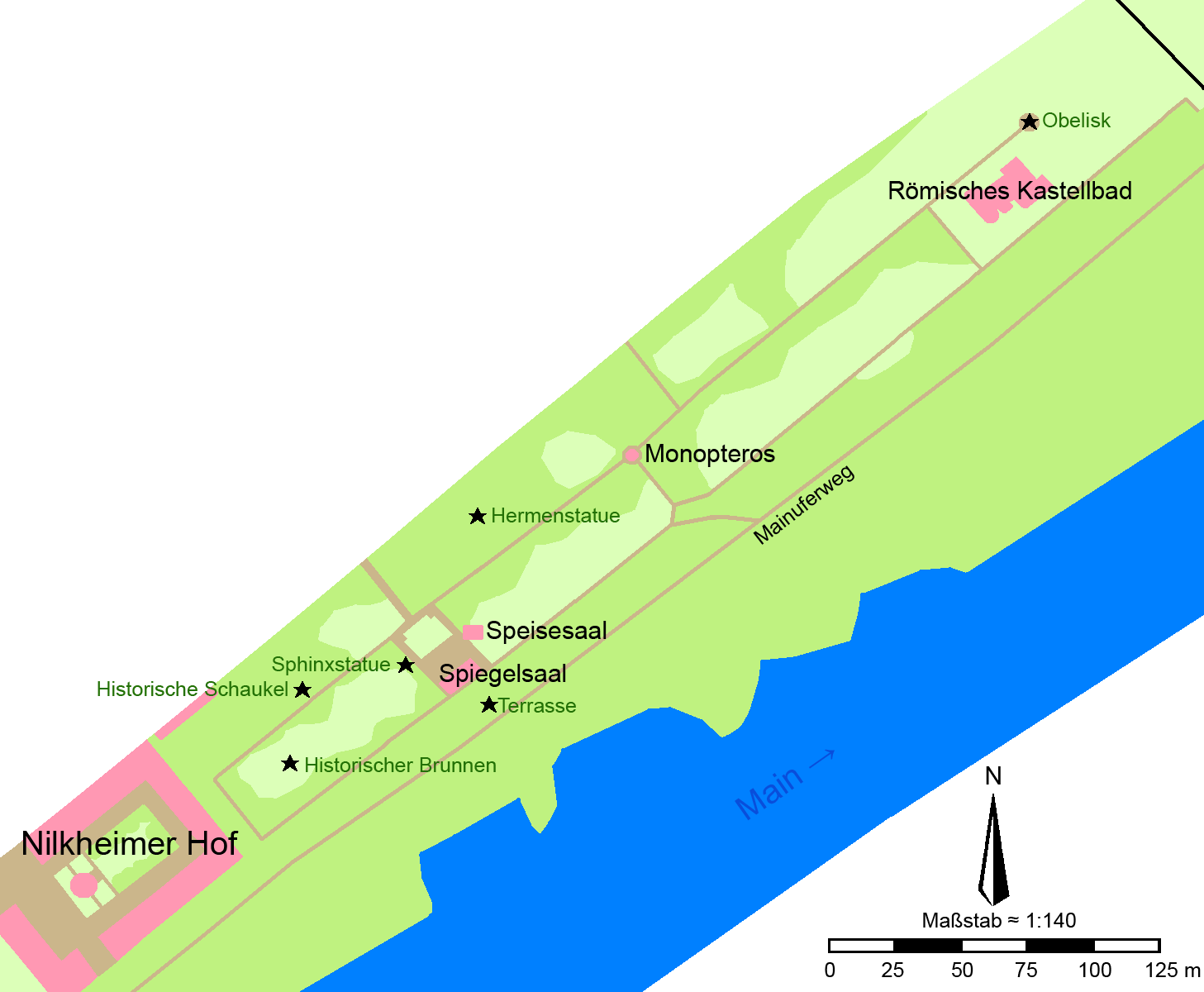
Karte des Parks

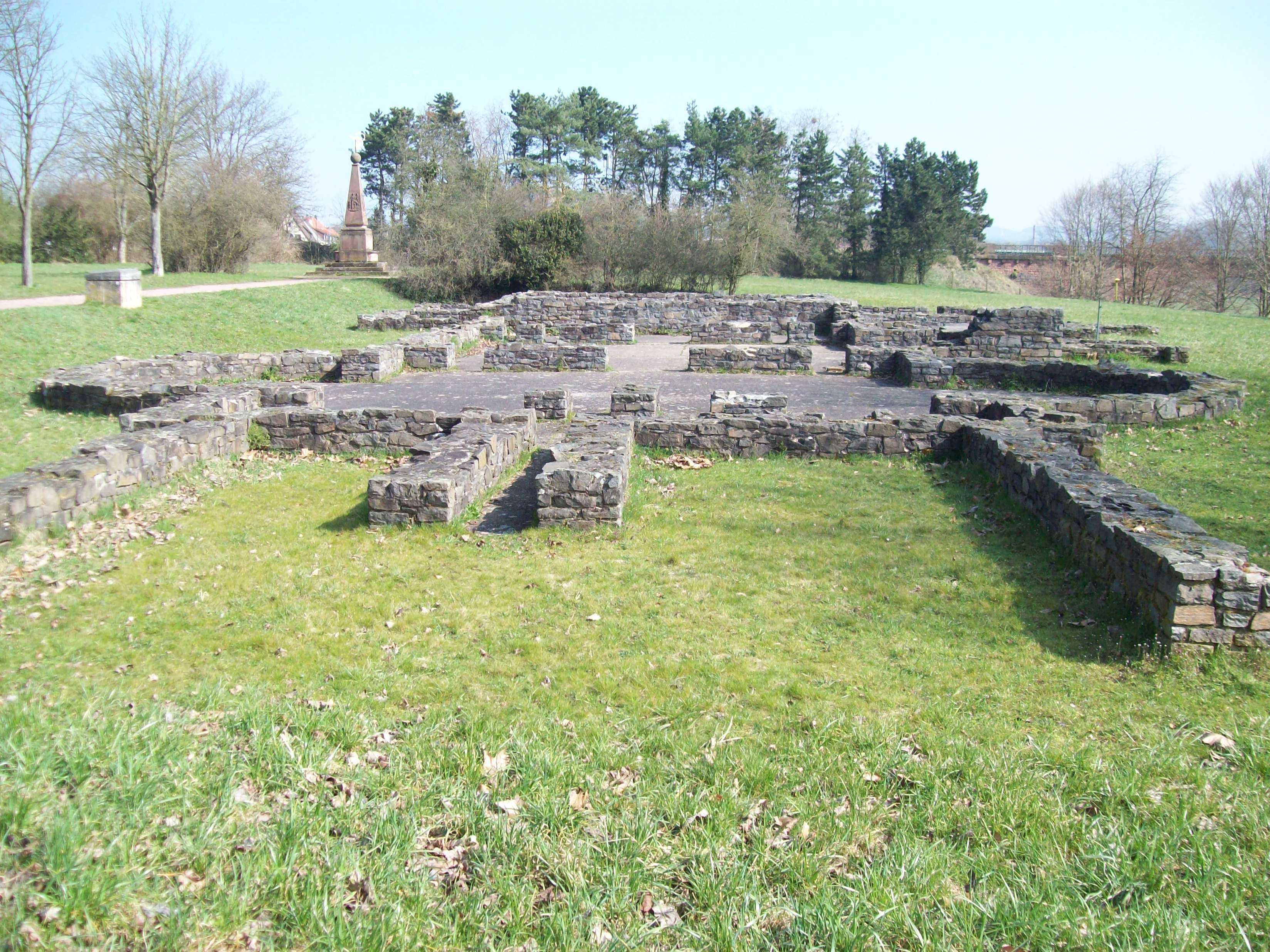
Das Römerbad des Kastells Stockstadt wurde in den Nilkheimer Park versetzt

Der Nilkheimer Park ist ein Landschaftspark in der Stadt Aschaffenburg in Bayern, der aus dem Nilkheimer Gut hervorging. Der Park ist als Baudenkmal D-6-61-000-87 in der Bayerischen Denkmalliste. Im Jahre 1811 erwarb Carl Constantin Victor von Mergenbaum von Großherzog und Fürstprimas Carl Theodor von Dalberg (1744–1817) das Hofgut Nilkheim in Erbpacht und baute es zu einem Mustergut aus. 1844 fiel das Hofgut zurück an den mittlerweile königlich-bayerischen Staat. Auf seinem Gelände findet alljährlich das Festival KOMMZ statt.

## Geographie
Der von 1780 bis 1835 gestaltete Nilkheimer Park liegt im Stadtteil Nilkheim am linken Ufer des Mains. Am nordwestlichen Rand, auf der anderen Seite der Staatsstraße 3115, schließt sich der Park Schönbusch an. Am nordöstlichen Ende befindet sich die Nilkheimer Mainbrücke der Bachgaubahn.

## Bauwerke
Zu seinen Bauwerken gehört der Nilkheimer Pavillon (Spiegelsaal), der um 1830–35 als Amphiprostylos mit ionischen Säulen errichtet wurde. Der Spiegelsaal wird nur zu festlichen Anlässen wie Trauungen für Gäste geöffnet. Daneben liegt der ehemalige Speisesaal (Billardsaal), ein rechteckiger Bau mit Walmdach. Auf einem Wegekreuz steht ein offener Rundtempel, ein Monopteros mit sechs Säulen. Zur weiteren Ausstattung gehören eine Hermenstatue, die zwei steinernen Pfosten einer Schaukel, ein Pumpbrunnen, historische Steinbänke, eine Sphinx (Muschelkalk, 1958) sowie ein Obelisk. Dieser Obelisk, errichtet 1819, musste zum Bau der benachbarten Eisenbahnbrücke 1910 in den verkleinerten Park versetzt werden. Die Kugel an seinem oberen Ende trägt den Scherenschnitt eines Saturn mit Sense. Schließlich gibt es noch die beiden steinernen Löwen des ehemaligen Siegfrieddenkmals, eines Kriegerdenkmals, das gegenüber dem Herstallturm im offenen Schöntal stand und das Römerbad aus dem Kastell Stockstadt, das 1968 in den Nilkheimer Park verbracht wurde.